# Josh Blake
Josh Blake (* 7. Januar 1975 in New York City; eigentlich Joshua Buxbaum) ist ein ehemaliger US-amerikanischer Fernsehschauspieler.

## Leben und Karriere
Blake trat in zahlreichen Serien in kleineren Rollen auf, so beispielsweise in Eine schrecklich nette Familie und Full House. Bekannt wurde Blake in Deutschland vor allem durch seine Darstellung des Jake Ochmonek in der Erfolgssitcom Alf, in der er in 15 Episoden den Neffen der neugierigen Nachbarn Raquel und Trevor Ochmonek spielt. Jake ergänzt die begrenzte Zahl an Menschen, die von Alfs Existenz wissen. Im Jahr 1989 war er für den Young Artist Award nominiert, und im Jahr 2004 erhielt er den Rising Star Award beim Fort Myers Beach Filmfestival.
Derzeit arbeitet Blake nicht mehr als Schauspieler, sondern als Grundstücks- und Immobilienmakler in Los Angeles sowie als Sprecher für Videospiele (z. B. Psychonauts und American Wasteland). Des Weiteren war er Sänger in der Band Float.

## Filmografie (Auswahl)
Größere Rollen
- 1988–1989: Alf
- 2001: Spyder Games (6 Episoden)
- 2003: Going Down
- 2003: Just for Kicks

Gastauftritte (Auswahl)
- 1988: Die Schöne und das Biest (Beauty and the Beast)
- 1990: Eine schrecklich nette Familie (Married... with Children)
- 1990: Full House
- 1991: Wunderbare Jahre (The Wonder Years)
- 1991: Der Polizeichef (The Commish)
- 1998: Hör mal, wer da hämmert (Home Improvement)
- 1999: Becker
- 2000: Sabrina – Total Verhext! (Sabrina, the Teenage Witch)
- 2004: JAG – Im Auftrag der Ehre (JAG)